# Erythranthe inflata
Erythranthe inflata är en gyckelblomsväxtart som först beskrevs av Friedrich Anton Wilhelm Miquel, och fick sitt nu gällande namn av Guy L. Nesom. Erythranthe inflata ingår i släktet Erythranthe och familjen gyckelblomsväxter. Inga underarter finns listade i Catalogue of Life.